# Hercules and Love Affair

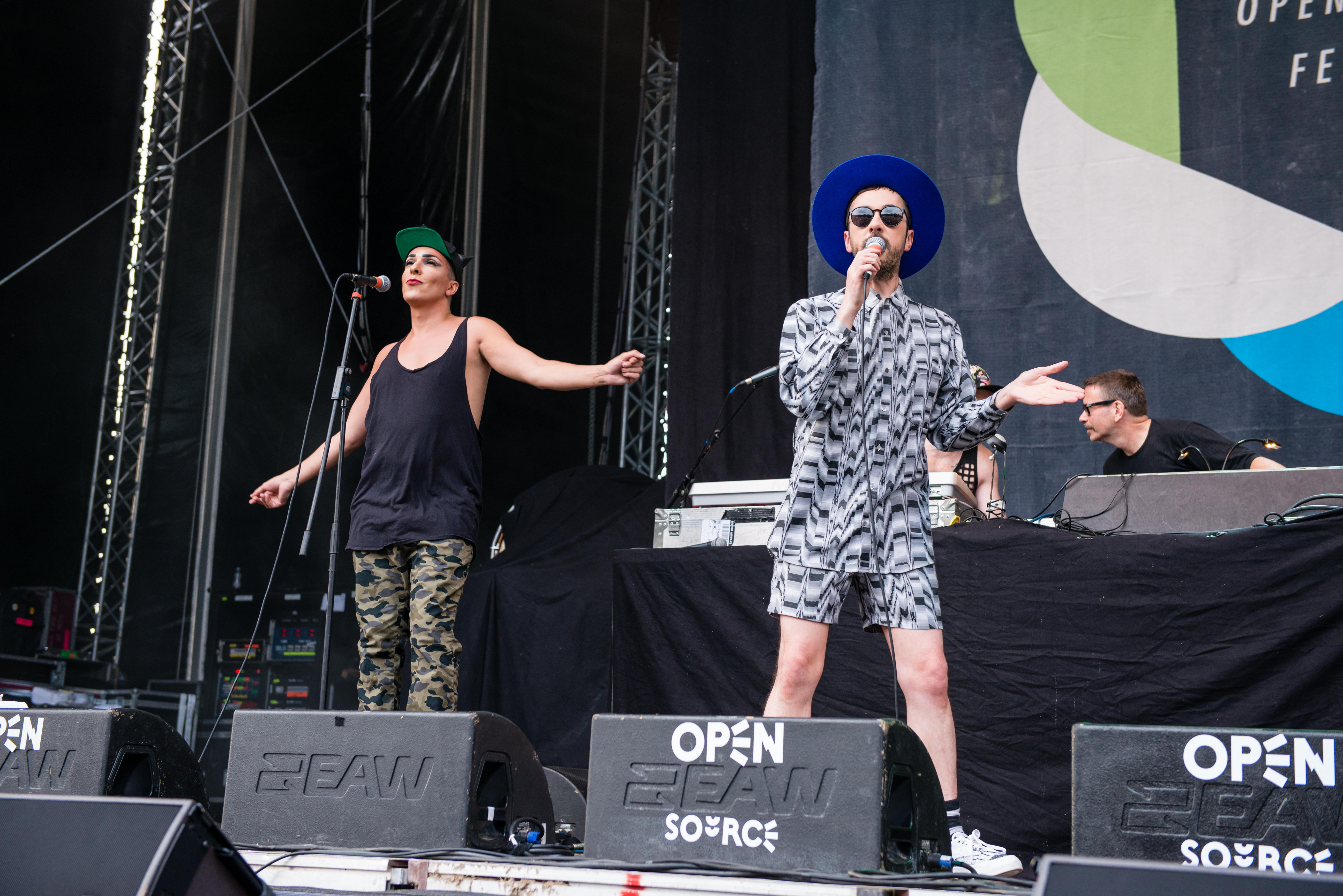
Hercules & Love Affair beim Open-Source-Festival (2014)

Hercules and Love Affair ist ein Musikprojekt des New Yorker DJs Andrew Butler. Grundsätzlich lässt sich der Stil der Gruppe keinem einzelnen Genre zuordnen, er entspricht einer Mischung aus Electro, Indie und Tanzmusik. Die Musik wird häufig als eine Hommage an die frühe House-Musik wie zum Beispiel die der DJs Frankie Knuckles oder Marshall Jefferson sowie an die Discomusik der späten 1970er Jahre interpretiert.

## Mitglieder
| Name            | Position     | Tätigkeiten außerhalb der Band                            |
| --------------- | ------------ | --------------------------------------------------------- |
| Andrew Butler   | Produzent    | Produzent und DJ                                          |
| Antony Hegarty  | Gesang       | Sänger bei Antony and the Johnsons                        |
| Kim Ann Foxman  | Gesang       | Modeschmuckdesignerin und DJ                              |
| Nomi Ruiz       | Gesang       | Jessica 6 (2011: See the Light) Nomi (2005: Lost in Lust) |
| Tim Goldsworthy | Co-Produzent | Mitbesitzer des Labels DFA Records                        |

Außerdem spielten Andrew Rasposo von der Band Automato und Tyler Pope von !!! die Basslines ein.
Gemeinsame Live-Auftritte sind nicht geplant.
Jedoch waren sie in aktueller Besetzung als Vorband von Gossip in Deutschland auf Tour (2010).

## Name
Die Verbindung zur griechischen Mythologie ist gewollt und spiegelt Butlers Interesse an dieser wider. Auch das Cover des selbstbetitelten Albums ist an antike griechische Kunst angelehnt; ein Song trägt den Namen Athene, ein anderer  Iris. Auch die Szenerie im Video zur Single Blind erinnert an das Antike Griechenland. In einem Interview verdeutlicht Butler, dass er durch den Namen der Band etwas Romantisches habe geben wollen. And Love Affair solle andererseits auch eine Verbindung zu Namen von früheren Discobands wie The Crown Heights Affair oder The Rice and Beans Orchestra herstellen. Marshall Jefferson gab sich auf einigen Platten ebenfalls den Künstlernamen Hercules.

## Rezeption
Das selbstbetitelte Album Hercules and Love Affair wurde von der kritischen Fachpresse äußerst positiv aufgenommen. Das Musikmagazin Intro bezeichnete den Stil als „sensationellen Bastard aus Chicago House, Postpunk und sehr viel Disco“. Paul Flynn von der britischen Zeitschrift The Guardian gab dem Album 5 von 5 Sternen, sein Kollege Alexis Petridis nur 3 von 5. Die Times vergab 4 von 5 möglichen Sternen.
Das Album erreichte ebenso wie die erste Singleauskopplung Blind in vielen europäischen Ländern die Top 40.

## Diskografie

### Album
- Hercules and Love Affair (14. März 2008; DFA Records, CD und Vinyl-LP)
- Sidetracked (9. Juli 2009; Renaissance Recordings) (Doppel-CD: erstere mit Remix-Versionen, zweite mit den Originalen)
- Blue Songs (31. Januar 2011)
- DJ-Kicks (Kompilation mit einem neuen Song) (26. Oktober 2012; K7 Records)
- The Feast of the Broken Heart (2014)
- Omnion (2017)
- In Amber (2022) (mit Anohni) (17. Juni 2022; Skint Records/BMG, CD und Vinyl-LP)

### Singles
- My House (2011)
- Roar (3. September 2007; DFA Records)
- Blind (3. März 2008; DFA Records, CD und Vinyl-Single)